# Lasioglossum abundipunctum
Lasioglossum abundipunctum (лат.) — вид одиночных пчёл рода Lasioglossum из семейства Halictidae.

## Распространение
Северная Америка: Канада, США.

## Описание
Мелкие пчёлы длиной около 5 мм. Самки от 5,43 до 5,98 мм. Голова и грудь голубовато-зеленоватым металлическим блеском; апикальная половина клипеуса черно-коричневая. Длина переднего крыла самок 4,33—4,58 мм. В переднем крыле 3 субмаргинальные ячейки. Одиночные пчёлы, гнездятся в почве. Вид был впервые описан в 2010 году канадским энтомологом Джейсоном Гиббсом (Jason Gibbs, Йоркский университет, Department of Biology, Торонто, Канада) и отнесён к подроду Dialictus. Назван по признаку наличия крупных пунктур на блестящем теле. Обнаружены на цветках растений семейств Asteraceae (Ericameria nauseosa), Brassicaceae (Descurainia pinnata), Fabaceae (Astragalus flavus, Dalea searlsiae), Hydrophyllaceae (Phacelia hastata), Malvaceae (Sphaeralcea grossulariifolia).